# Се Чжэнье
Се Чжэнье́ (кит. упр. 谢震业, пиньинь Xiè Zhèngyè; род. 17 августа 1993) — китайский легкоатлет, призёр Олимпийских игр и чемпионата мира, трёхкратный чемпион Азиатских игр.
Родился в 1993 году в Шаосине провинции Чжэцзян. В 2010 году завоевал золотую медаль Юношеских Олимпийских игр на дистанции 200 м. В 2012 году принял участие в Олимпийских играх в Лондоне, но медалей не добился. В 2013 году вновь стал чемпионом Азии. В 2014 году завоевал золотую медаль Азиатских игр.